# Joan Martí (organista)
Joan Martí   () va succeir a Sebastià Fuster en el magisteri de l'orgue de la catedral de Girona, càrrec que exercí entre 1600 i 1625.